# 바버라 리 (정치인)
바버라 진 리(영어: Barbara Jean Lee, 1946년 7월 16일 ~ )는 캘리포니아주 제13구역 연방 하원 의원으로 재직 중인 미국 정치인이다. 2020년 기준 12선 의원으로 1998년부터 재직 중이며 민주당 의원이다. 해당 지역구는 오클랜드에 있으며 알라 메다 카운티의 대부분을 차지한다.
바버라 리는 국회 블랙 코커스의 전 의장이며 (2009-2011), 현재의 의회 진보 코커스의 현재 총무(Whip)이자 전 공동의장이다 (2005 ~ 2009). 그녀는 LGBT 평등 코커스의 현재 부의장이자, 창립 멤버다. 리는 이라크 전쟁에 대해 맹렬하게 비판했고, 9월 11일 테러에 따른 무력 사용 승인에 반대 표를 던진 유일한 의회 의원으로 주목받는 등 반전 운동에서 중요한 역할을 담당해 왔다.

## 같이 보기
- 저넷 랭킨
- 셜리 치점

## 역대 선거 결과
| 선거명        | 직책명                           | 대수  | 정당   | 득표율 | 득표수    | 결과 | 당락                       |
| ------------- | -------------------------------- | ----- | ------ | ------ | --------- | ---- | -------------------------- |
| 1990년 선거   | 하원의원 (캘리포니아 제13선거구) | 79대  | 민주당 | 79.44% | 52,860표  | 1위  | 캘리포니아 하원의원 당선   |
| 1992년 선거   | 하원의원 (캘리포니아 제16선거구) | 80대  | 민주당 | 74.49% | 90,432표  | 1위  | 캘리포니아 하원의원 당선   |
| 1994년 선거   | 하원의원 (캘리포니아 제16선거구) | 81대  | 민주당 | 81.03% | 68,197표  | 1위  | 캘리포니아 하원의원 당선   |
| 1996년 선거   | 상원의원 (캘리포니아 제9부)      | 82대  | 민주당 | 78.23% | 196,430표 | 1위  | 캘리포니아 상원의원 당선   |
| 1998년 재선거 | 하원의원 (캘리포니아 제9선거구)  | 105대 | 민주당 | 66.81% | 33,497표  | 1위  | 캘리포니아주 하원의원 당선 |
| 1998년 선거   | 하원의원 (캘리포니아 제9선거구)  | 106대 | 민주당 | 82.83% | 140,722표 | 1위  | 캘리포니아주 하원의원 당선 |
| 2000년 선거   | 하원의원 (캘리포니아 제9선거구)  | 107대 | 민주당 | 84.95% | 182,352표 | 1위  | 캘리포니아주 하원의원 당선 |
| 2002년 선거   | 하원의원 (캘리포니아 제9선거구)  | 108대 | 민주당 | 81.41% | 135,893표 | 1위  | 캘리포니아주 하원의원 당선 |
| 2004년 선거   | 하원의원 (캘리포니아 제9선거구)  | 109대 | 민주당 | 84.55% | 215,630표 | 1위  | 캘리포니아주 하원의원 당선 |
| 2006년 선거   | 하원의원 (캘리포니아 제9선거구)  | 110대 | 민주당 | 86.35% | 167,245표 | 1위  | 캘리포니아주 하원의원 당선 |
| 2008년 선거   | 하원의원 (캘리포니아 제9선거구)  | 111대 | 민주당 | 86.06% | 238,915표 | 1위  | 캘리포니아주 하원의원 당선 |
| 2010년 선거   | 하원의원 (캘리포니아 제9선거구)  | 112대 | 민주당 | 84.27% | 180,400표 | 1위  | 캘리포니아주 하원의원 당선 |
| 2012년 선거   | 하원의원 (캘리포니아 제13선거구) | 113대 | 민주당 | 86.78% | 250,436표 | 1위  | 캘리포니아주 하원의원 당선 |
| 2014년 선거   | 하원의원 (캘리포니아 제13선거구) | 114대 | 민주당 | 88.48% | 168,491표 | 1위  | 캘리포니아주 하원의원 당선 |
| 2016년 선거   | 하원의원 (캘리포니아 제13선거구) | 115대 | 민주당 | 90.79% | 293,117표 | 1위  | 캘리포니아주 하원의원 당선 |
| 2018년 선거   | 하원의원 (캘리포니아 제13선거구) | 116대 | 민주당 | 88.38% | 260,580표 | 1위  | 캘리포니아주 하원의원 당선 |
| 2020년 선거   | 하원의원 (캘리포니아 제13선거구) | 117대 | 민주당 | 90.37% | 327,863표 | 1위  | 캘리포니아주 하원의원 당선 |
| 2022년 선거   | 하원의원 (캘리포니아 제12선거구) | 118대 | 민주당 | 90.47% | 217,110표 | 1위  | 캘리포니아주 하원의원 당선 |

## 참고 자료
- 위키미디어 공용에 바버라 리 관련 미디어 분류가 있습니다.